# Porcellio apulicus
Porcellio apulicus är en kräftdjursart som beskrevs av Arcangeli1932. Porcellio apulicus ingår i släktet Porcellio och familjen Porcellionidae. Inga underarter finns listade i Catalogue of Life.